# Tito Pomponio Ático
Tito Pomponio Ático (en latín, Titus Pomponius Atticus; 109-32 a. C.) fue un historiador romano, y un conocido editor.
Fue un romano muy rico y cultivado. Editó las obras de sus amigos, entre los que se encontraba Cicerón, y fue el editor romano más antiguo que se conoce. Su biografía fue escrita por Cornelio Nepote.
Ático escribió una cronología de la historia romana (Crónica o Liber annalis), entre otras obras, casi siempre de historia, pero no ha quedado ninguna de ellas. Se han encontrado, de su correspondencia con Cicerón, hasta 396 cartas dirigidas a él, pero ninguna de las que Ático pudo escribir a Cicerón. 
Se le llamó Ático debido a su amor por la cultura de Atenas, donde vivió de 88 a 65 a. C.

## Biografía
Ático fue hijo de Tito Pomponio y Cecilia. Durante su juventud, fue testigo de las guerras civiles entre Cayo Mario y Sila, se alejó de Roma para no verse involucrado en ninguna de las revueltas públicas, y se estableció en el Epiro y en Atenas dedicándose, por entero, al estudio y a sus negocios como terrateniente, editor de libros, prestamista y entre otras actividades más propietario de un grupo de gladiadores. Fue un epicúreo notable y desde esa doctrina trató de ayudar a sus amigos apartándose por completo de la actividad política, rechazando siempre cuantas ofertas se le hicieron para involucrarse en ellas.
Llegó a dominar, hasta tal punto, el idioma griego, que mereció el honor de ser conocido con el sobrenombre de Ático. En el año 65 a. C. regresó a Roma cuando su edad le eximía de la obligación de alistarse en caso de enfrentamientos, haciendo no obstante frecuentes viajes a sus propiedades griegas. Desde su epicureísmo, se mantuvo tan ajeno a la política como pudo, excepto para prestar a Cicerón su apoyo en tiempos de peligro, por ejemplo, cuando Cicerón se vio obligado a huir del país en el año 49 a. C., Ático le dio 250 000 sestercios. En general, su actividad política fue mínima, aunque sabemos que, como Cicerón, perteneció a los optimates (el partido aristocrático) y en general sostuvo puntos de vista conservadores. También fue socio del triunviro Marco Licinio Craso. Actuó de mediador entre sus amigos, enfrentados en los conflictos civiles. Mantuvo buenas relaciones con los hombres más eminentes de la época, aunque fueran de ideologías dispares. Entre ellos se contaban Sila, Cinna, Pompeyo, Julio César, Marco Antonio, Cicerón, Bruto y Octavio.
A la muerte de su rico tío materno, Quinto Cecilio, Ático pasó a ser su hijo adoptivo y asumió durante un tiempo el nombre de Quinto Cecilio Pomponiano Ático. Lucio Licinio Lúculo, a pesar de ser su amigo personal, se resintió de que Ático recibiera tan rica herencia a la que él creía tener mejor derecho por su asociación con la campaña contra Mitrídates y como gobernador de Siria.
Casó tardíamente con Pilia, en 58 o 56 a. C., cuando Ático ya tenía 53 o 54 años de edad. Ella murió después de 12 años de feliz matrimonio. Tuvieron una hija, Cecilia Ática, a la que el propio Cicerón apodaría Ática y que fue prometida a Marco Vipsanio Agripa, amigo íntimo de Octavio.
Fue introducido en la lista de proscripciones del año 43 por los triunviros a causa de su amistad con Cicerón y también de su enorme fortuna. Tuvo que refugiarse en casa de un oficial de Marco Antonio (Volumnio), quien intercedió por él ante el triunviro, que le perdonó la vida, según cuenta Nepote.
Era suegro de Agripa y entregó a su hermana a Quinto Tulio Cicerón, hermano de Cicerón. Gozó, según su biógrafo, de la amistad y confianza de Octaviano, quien le consultaba asuntos de estado.
Se dejó morir de hambre para sustraerse a los dolores de una enfermedad muy grave, alegando que si alimentaba su cuerpo haría lo mismo con la enfermedad.